# Moshé Mizrahi
Moshé Mizrahi (hebreu: משה מזרחי)  (Alexandria, 5 de setembre de 1931 - Tel-Aviv, 3 d'agost de 2018) va ser un director de cinema i guionista israelià. La seva pel·lícula Madame Rosa (1977), amb Simone Signoret, va aconseguir l'Oscar a la millor pel·lícula estrangera el 1978.

## Biografia
Va dirigir diverses pel·lícules a Israel i França. Tres de les seves pel·lícules van ser nominades per l'Oscar a la millor pel·lícula de parla no anglesa, I Love You Rosa, La casa del carrer Chelouche i Madame Rosa, aquesta última guanyant el premi.
El setembre de 1994, va ser premiat pel Festival de cinema de Haifa Festival pel conjunt de la seva obra i la contribució al cinema d'Israel.
Des de març del 2009, vivia a Tel-Aviv, on dirigia un taller de cinema i l'escola de cinema de la Universitat de Tel-Aviv. La seva dona, Michal Bat-Adam, és directora de cinema i actriu, i va protagonitzar alguns dels seus films.

## Filmografia
Les seves pel·lícules més destacades són:
- 1969: Laure, sèrie
- 1970: Ore'ach B'Onah Metah
- 1971: Les Stances à Sophie
- 1972: I Love You Rosa (Ani Ohev Otach Rosa)
- 1973: La casa del carrer Chelouche (Ha-Bayit Berechov Chelouche)
- 1973: Daughters, Daughters (Abu el Banat)
- 1974: Rachel's Man
- 1977: La vida al davant (La Vie devant soi)
- 1979: Chère inconnue
- 1981: La vie continue
- 1983: Une jeunesse
- 1985: War and Love
- 1986: Sempre ens diem adéu (Every Time We Say Goodbye)
- 1986: La Rage de vivre
- 1988: Mangeclous
- 1992: Warburg, le banquier des princes
- 1996: Femmes

## Premis i nominacions

### Premis
- 1978: Oscar a la millor pel·lícula de parla no anglesa per Madame Rosa

### Nominacions
- 1970: Os d'Or per Ore'ach B'Onah Metah
- 1972: Palma d'Or per Ani Ohev Otach Rosa
- 1974: Palma d'Or per Abu el Banat